# Pholidobolus fascinatus
Pholidobolus fascinatus — вид ящірок родини гімнофтальмових (Gymnophthalmidae). Ендемік Еквадору. Описаний у 2020 році.

## Поширення і екологія
Pholidobolus fascinatus відомі з типової місцевості, розташованої в провінції Ель-Оро, в районі озера Чіллакоча, на висоті 3382 м над рівнем моря.